# Niels Kristian Nielsen
Niels Kristian Nielsen (Ubby, Kalundborg, Regió de Sjælland, 10 de gener de 1897 – Slagelse, 12 d'abril de 1972) va ser un gimnasta artístic danès que va competir a començaments del segle xx.
El 1920 va prendre part en els Jocs Olímpics d'Anvers, on va guanyar la medalla de plata en el concurs per equips, sistema suec del programa de gimnàstica.